# كلثوم عرابي
كُلثوم عُرابي هي شاعرة ثائِرة ولدت في عام 1936 في قرية جسر المجامع في فلسطين، من أبوين جزائريين انتقلا إلى فلسطين. درست كلثوم الابتدائية في مدينة حيفا والثانوية في عدد من مدارس الجليل، ونالت الإجازة في الأدب العربي من جامعة القدس، وفي عام 1957 انتقلت مع أُسرتِها إلى بيروت نتيجة الاحتلال الإسرائيلي على فلسطين.
تمتلك كلثوم عدد من القصائد الوجدانية التي تُعبر عن الحُب الرومانسي، ومن دواوينها:
- مُشردة
- أجراس الصمت
- النابالم جعل قمح القدس مُراً
- نهر الصمت الهادئ يخضر
- الضوء والتراب
- ماء لظمأ الشمس.[2][3]